# Shirao Hidehito
Hidehito Shirao (sinh ngày 30 tháng 9 năm 1980) là một cầu thủ bóng đá người Nhật Bản.

## Sự nghiệp câu lạc bộ
Hidehito Shirao đã từng chơi cho Ventforet Kofu, Matsumoto Yamaga FC, V-Varen Nagasaki và FC Ryukyu.